# جيمس ستيوارت
جيمس ميتلاند ستيوارت (20 مايو 1908 - 02 يوليو 1997) ممثل أمريكي وممثل مسرحي، والمعروف بصوته المميز والشخصية. على مدى حياته المهنية، لعب دور البطولة في العديد من الأفلام التي تعتبر كلاسيكية على نطاق واسع ورشح لخمس جوائز أوسكار. وكان أحد كبار نجوم MGM المتعاقدين (مترو غولدوين ماير). كان لديه أيضا مهنة عسكرية وكان من مخضرمين الحرب العالمية الثانية والحرب الباردة، الذي ارتفع إلى رتبة عميد في القوات الجوية للولايات المتحدة الاحتياطية.

## النشأة ومهنته

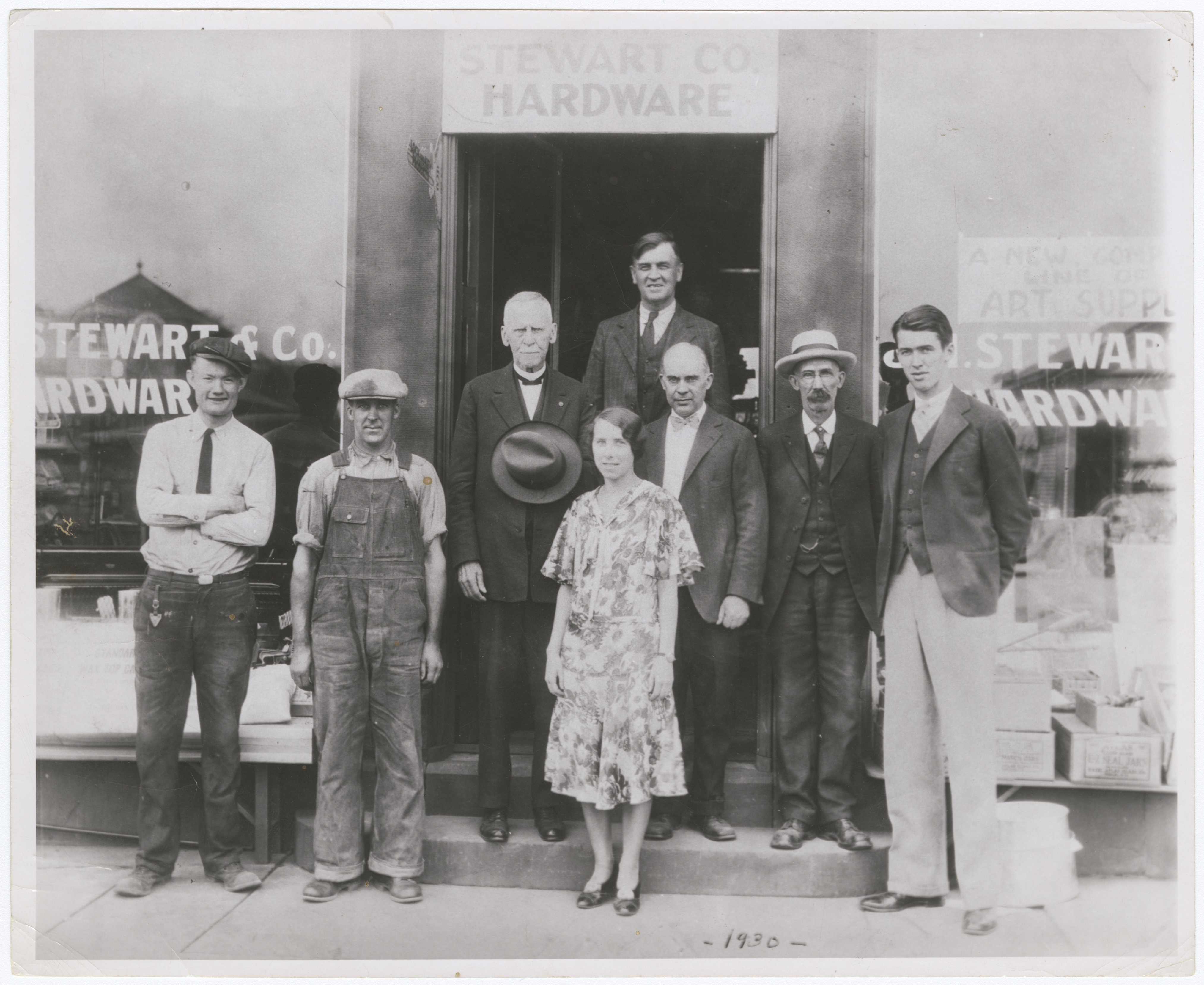
ستيوارت (على اليمين) خارج متجر الأجهزة الخاص بعائلته، عام 1930

ولد جيمس ميتلاند ستيوارت في 20 مايو 1908، في إنديانا، بنسلفانيا، ابن اليزابيث روث وألكسندر ميتلاند ستيوارت، الذي كان يملك متجر لاجهزة الكمبيوتر. وكان ستيوارت من الانساب الاسكتلندية والأيرلندية . وقال انه ينحدر من قدامى المحاربين في الثورة الأميركية، وحرب عام 1812، والحرب الأهلية الأمريكية. وهو الأكبر بين ثلاثة أطفال (لديه اثنين من الأخوات فيرجينيا وماري)، كان من المتوقع أن يستمر بأعمال والده، الذي كان في الأسرة لثلاثة أجيال. كانت والدته عازفة بيانو ممتازة ولكن والده قام بتثبيط طلب ستيوارت للدروس. ولكن عندما قبل والده هدية الاكورديون لستيوارت من ضيف، ستيوارت سرعان ما تعلم العزف على الاكورديون، الذي أصبح لاعبا اساسيا على خشبة المسرح خلال مسيرته للتمثيل. عندما نمت الأسرة، واصلت الموسيقى لتكون جزءا هاما من حياتها الأسرية.
اتم ستيوارت الأكاديمية التاهيلية Mercersburg ، وتخرج في عام 1928. وكان ناشطا في مجموعة متنوعة من الأنشطة. كان يلعب في فرق كرة القدم، كان المحرر الفني ل KARUX، وعضو في نادي الجوقة، نادي الغبطة، وجمعية جون مارشال الأدبية. خلال العطلة الصيفية الأولى، عاد إلى مسقط رأسه، ليعمل كعامل بناء لشركة البناء المحلية وعلى الطرق السريعة ووظائف البناء حيث رسم خطوط على الطرق. بعد الصيفين التاليين، حصل على وظيفة كمساعد مع ساحرمحترف . وكان أول ظهور له على خشبة المسرح في
طفل خجول، أمضى ستيوارت كثيرا من وقته بعد المدرسة في الطابق السفلي للبيت يعمل على نماذج للطائرات، تصاميم ميكانيكية وكيمائية لحلمه الخوض في الطيران. لكنه تخلى من كونه طيارا عندما أصر والده أنه بدلا من الأكاديمية البحرية للولايات المتحدة انه يخوض الدراسة في جامعة برينستون. التحق ستيوارت في جامعة برينستون في عام 1928 . برع في دراسة الهندسة المعمارية، استهوى أساتذته مع أطروحته على تصميم المطار بحصلوله على منحة دراسية للدراسات العليا؛ لكنه أصبح تدريجيا ينجذب إلى الدراما في المدرسة والنوادي الموسيقية، بما في ذلك نادي برينستون . أدت مواهبه بالاكورديون وتمثيله في جامعة برينستون به لدعوته للاعبين الجامعة، وهي شركة مساهمة بين الكليات. نظمت الشركة في عام 1928 واستمرت حتى عام 1932.

### المسرح وأدوار الأفلام الأولى، 1932 – 1937
مثَّل ستيوارت أجزاءً قليلة في إنتاجات ممثلي الجامعة في كيب كود خلال صيف عام 1932. كان من ضمن مخرجي الشركة جوشوا لوغان، وبريتين ويندوست وتشارلز ليذربي وكان من بين الممثلين الآخرين الزوجين هنري فوندا ومارجريت سولفان، اللذان أصبحا أصدقاء ستيوارت المقربين. وفي نهاية الموسم، انتقل ستيوارت إلى نيويورك مع أصدقائه من ممثلي الجامعة وهم لوغان، ومايرون ماكورميك، والأعزب حديثًا هنري فوندا. ظهر ستيوارت إلى جانب ماكورميك لأول مرة على مسرح برودواي في العرض الموجز لمسرحية كاري نيشن وبعد بضعة أسابيع – مرة أخرة مع ماكورميك – ظهر في دور سائق في مسرحية الكوميديا غودباي أغين، والذي كان له فيه دور ثانوي صامت. علَّقت مجلة ذا نيويوركر قائلةً، »سائق السيد جيمس ستيوارت... يدخل لمدة ثلاث دقائق ويخرج مع موجة من التصفيق العفوي». بعد الشهر السابع من عرض غودباي أغين، شغل ستيوارت منصب مدير مسرح في بوسطن، ولكنه طُرد بعد أخطائه في الأداء بشكل متكرر. بعد رجوعه إلى نيويورك، حصل على دور صغير في سبرينغ إن أوتوم ودور في أول غود أميريكانز، حيث طُلب منه رمي آلة البانجو من النافذة. وكتب بروكس أتكينسون من صحيفة نيويورك تايمز، »إلقاء بانجو سعره 250$ من النافذة على البواب هو إساءة ضمنية ويجب الثناء عليها بإنصاف». أوقفت المسرحيتان بعد عروض قصيرة فقط، وبدأ ستيوارت بالتفكير بالعودة لدراسته.
كان ستيوارت مقتنعًا بالاستمرار بالتمثيل عندما أُعطي الدور الرئيسي في يلو جاك، ولعب دور جندي يُصبح موضوع تجربة للحمى الصفراء. عُرض لأول مرة في مسرح مارتن بيك في شهر مارس 1934. تلقى ستيوارت ثناءً بالإجماع من نقاده، لكن المسرحية برهنت أنها لا تحظى بشعبية الجماهير وأوقفت في شهر يونيو. خلال الصيف، ظهر ستيوارت في فيلم لأول مرة بظهور غير مدفوع في فيلم شيمب هاورد القصير الكوميدي بعنوان آرت تربل (1934)، صُور في بروكلين، ومُثِّل في تمثيليات الصيف لوي داي أكسكويزتلي وأول بّاريس نوز في مسرح ريد بارن في لونغ آيلند. وحصل مجددًا على مراجعات ممتازة لدوره في ديفّايدد باي ثري في مسرح إثيل باريمور في الخريف، الذي تبعه بالمسرحية الناجحة بتواضع بّايج مس غلوري والمسرحية الفاشلة نقديًا أ جنوري باي نايت في ربيع عام 1935.
بعد انتهاء أ جنوري باي نايت بفترة قصيرة، وقَّع ستيوارت عقدًا لسبع سنوات مع مترو غولدوين ماير (أم جي أم)، التي تدار من قبل مكتشف المواهب بيل غرادي، الذي كان يتتبع مسيرة ستيوارت المهنية منذ رؤيته له يمثل في برينستون. كان أول دور له في هوليوود ظهورًا ثانويًا في سيارة سبّنسر تريسي في ذا مردر مان (1935). أُهمل أدائه بشكل كبير من قبل النقاد، بالرغم من أن صحيفة نيويورك هيرالد تريبيون، التي تذكره في في فيلم يلو جاك، قالت عنه إنه »هُدر في دور أداه بمهارة جذابة على نحو مميز». بسبب أن أم جي أم لم تر في ستيوارت مقومات الممثل الأول، ووصفه من قبل كاتب السير الشخصية مايكل دي. رينيلا بأنه »شاب ريفي نحيف مع أسلوب كلام متردد» خلال هذا الوقت، قرر وكيله ليلاند هايوارد أن أفضل طريق له سيكون من خلال إعارته إلى أستوديوهات أخرى.
```
قالب:
```

## أعماله سينمائية

### أفلام
- لا يمكنك أن تأخذها معك (1938)
- السيد سميث يذهب إلى واشنطن (1939)
- ديستري يركب مرة أخرى (1939)
- المتجر حول الزاوية (1940)
- قصة فيلادلفيا (1940)
- إنها حياة رائعة (1946)
- حبل (1948)
- وينشستر '73 (1950)
- هارفي (1950)
- أعظم العروض على وجه الأرض (1952)
- قصة جلين ميلر (1954)
- النافذة الخلفية (1954)
- الرجل من لارامي (1955)
- القيادة الجوية الاستراتيجية (1955)
- الرجل الذي عرف الكثير (1956)
- روح سانت لويس (1957)
- الدوار (1958)
- الجرس والكتاب والشمعة (1958)
- تحليل جريمة قتل (1959)
- الرجل الذي أطلق النار على ليبرتي فالنس (1962)
- كيف غلب الغرب (1962)
- شيناندواه (1965)
- مطلق النار (1976)
- المطار 77 (1977)
- سحر لاسي (1978)

## روابط خارجية
- جيمس ستيوارت على موقع IMDb (الإنجليزية)
- جيمس ستيوارت على موقع الموسوعة البريطانية (الإنجليزية)
- جيمس ستيوارت على موقع روتن توميتوز (الإنجليزية)
- جيمس ستيوارت على موقع مونزينجر (الألمانية)
- جيمس ستيوارت على موقع ألو سيني (الفرنسية)
- جيمس ستيوارت على موقع ميوزك برينز (الإنجليزية)
- جيمس ستيوارت على موقع تيرنر كلاسيك موفيز (الإنجليزية)
- جيمس ستيوارت على موقع أول موفي (الإنجليزية)
- جيمس ستيوارت على موقع قاعدة بيانات برودواي على الإنترنت (الإنجليزية)
- جيمس ستيوارت على موقع قاعدة بيانات الأفلام السويدية (السويدية)